# Système d'arcade
Pour les articles homonymes, voir Arcade.

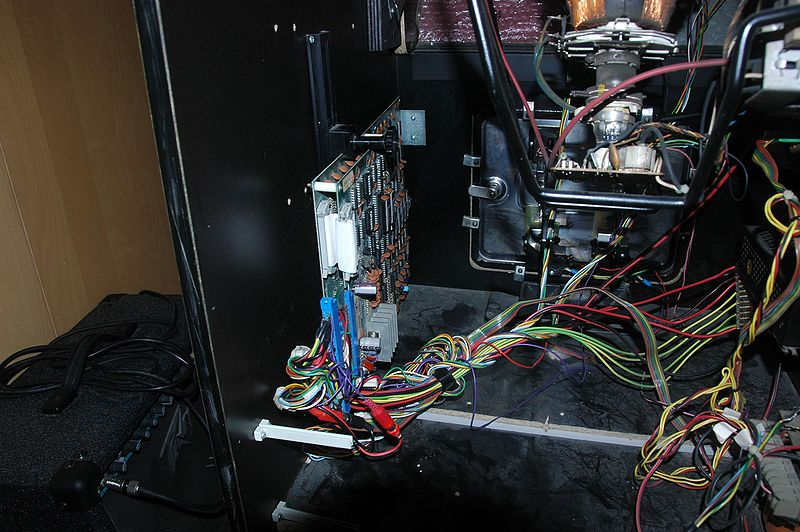
L'intérieur d'une borne : un système d'arcade.

Un système d'arcade est un système informatique servant de support pour faire fonctionner des jeux d'arcade.

## Description
Les systèmes d'arcade sont composés d'une ou plusieurs plaques de circuits imprimés sur lesquelles sont inclus divers circuits électriques et électroniques, des puces, des roms et des processeurs, permettant à des programmes informatiques de fonctionner. En l'occurrence, il s'agit de jeux vidéo d'arcade.

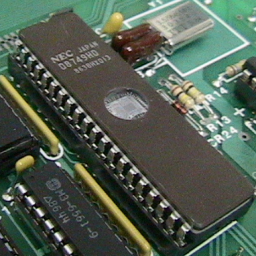
Une Eprom.

Ils sont principalement construit sur l'architecture suivante : un processeur central gérant le système complet, un processeur ou chipset sonore pour gérer les sons et pour les systèmes les plus récents, un processeur graphique pour s'occuper de l'affichage de la vidéo.
Les systèmes d'arcade sont normalement commercialisés dans un meuble appelé borne d'arcade. Ils nécessitent l'utilisation conjointe de plusieurs éléments pour pouvoir fonctionner. Ces éléments sont justement présents sur les bornes d'arcade, qui sont équipées une alimentation électrique, d'un écran, de manettes de jeu et d'un monnayeur.
Un système d'arcade peut également être acheté sans la borne, constituant une pièce détachée ou une simple mise à jour pour une borne déjà existante. Des connectiques standard comme le JAMMA ou le JVS facilitent beaucoup les adaptations de matériel de facture ou de marques différentes.
Un système d'arcade peut également fonctionner sans borne à l'aide d'un supergun couplé à une télévision, une alimentation électrique et une manette de jeu. Il existe également des systèmes d'arcade consolidés (appelés par exemple : « Neo-Geo consolidé » ou « Atomiswave consolidé »). Le principe est de proposer une facilité d'accès et de branchement similaire aux consoles. Tous les éléments nécessaires sont rajoutés directement sur le système (supergun, alimentation, manette de jeu…), le joueur n'a plus qu'à brancher cette pseudo console sur sa télévision pour jouer. Les systèmes consolidés sont principalement des systèmes utilisant le couple carte mère / cartouche.

## Historique

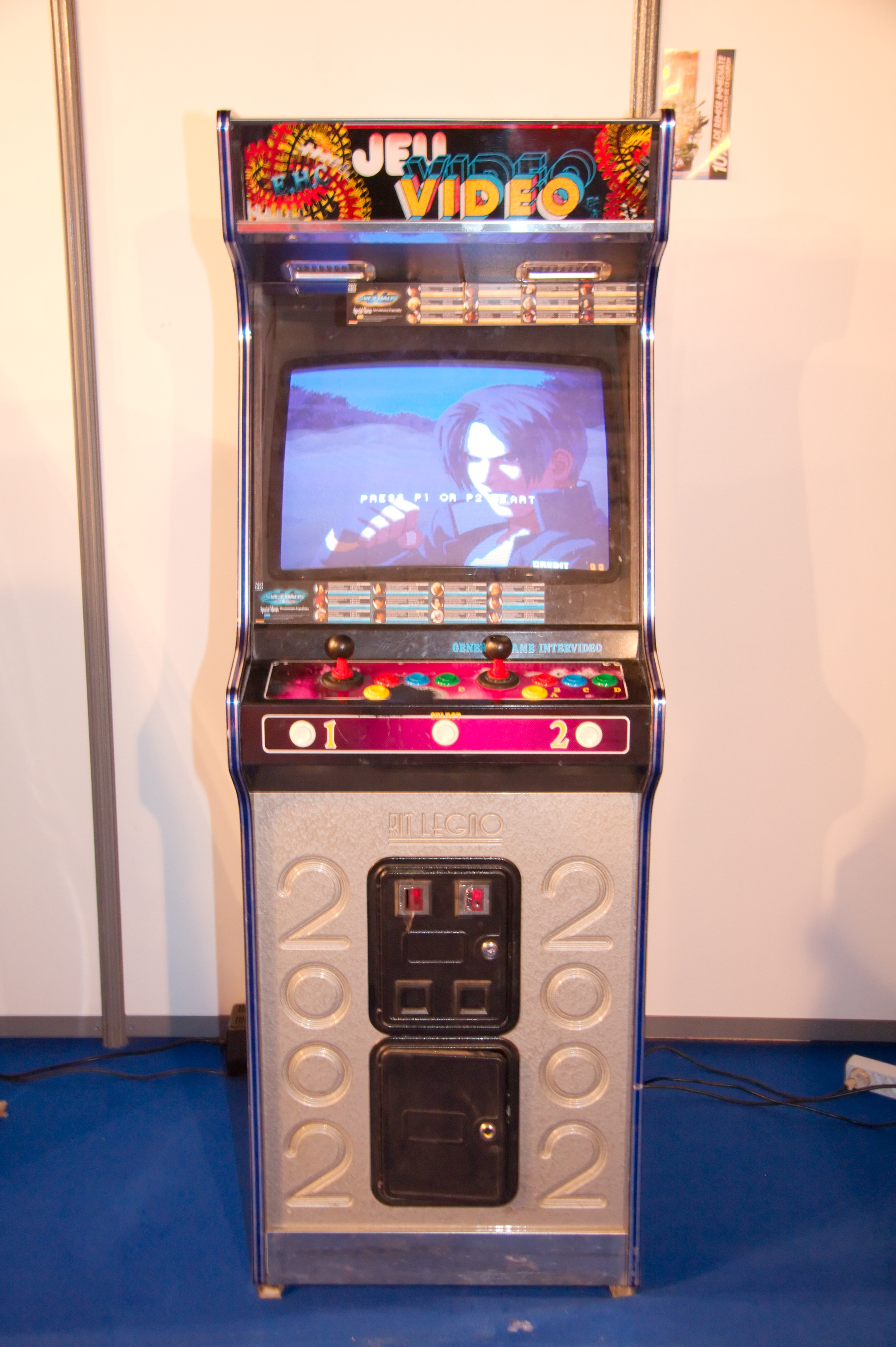
Une borne d'arcade typique.

### Naissance
Ils sont nés au début des années 1970 avec Computer Space et les systèmes d'arcade sans processeurs. Les PCB sont fabriquées sans aucun circuit intégré, ni processeur. Des circuits électroniques et électriques appelés circuits discrets (assemblage de plusieurs composants discrets (composant électronique basique) sur un circuit électronique) gérant des fonctions logiques, prennent en charge les tâches à effectuer et permettent de faire fonctionner les jeux. Les systèmes d'arcade utilisant ces circuits sont appelés Discrete Logic.
Durant les années 1970, ces systèmes, commercialisés principalement par les sociétés Midway et Atari, vont connaître une véritable explosion aux États-Unis. Computer Space fut le premier jeu (novembre 1971) de presque une décennie d'exploitation. Parmi les plus célèbres, on retiendra Pong ou Galaxy,. Les salles et les bornes d'arcade fleurissent un peu partout dans le monde, en Amérique du Nord, en Asie et en Europe. Une culture et un secteur économique commencent à émerger.

### Croissance

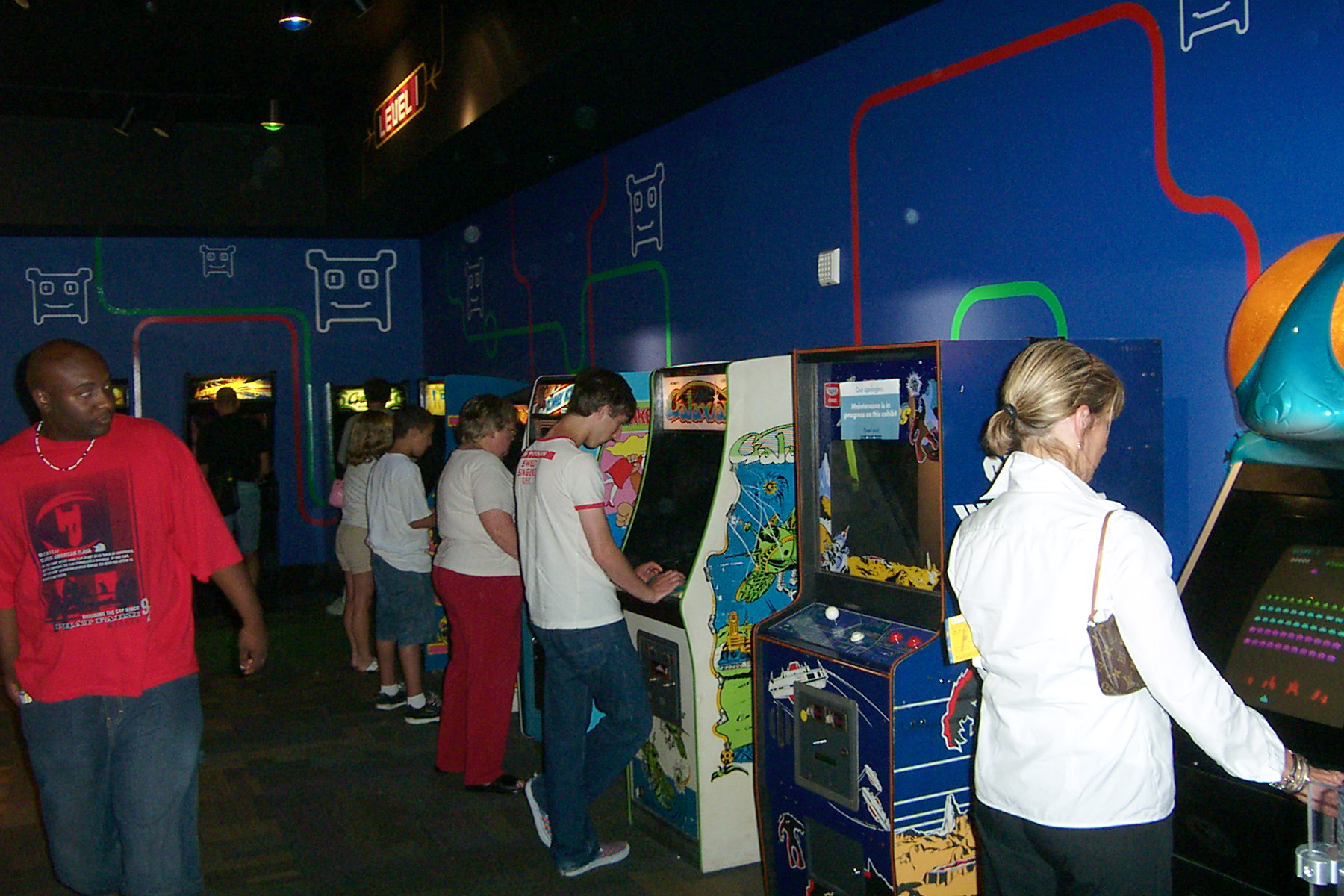
Une salle d'arcade tel qu'on en trouvait dans les années 1980.

À la fin des années 1970, les processeurs apparaissent sur les circuits imprimés et se généralisent rapidement chez tous les fabricants. Ils vont permettre beaucoup d'avancées techniques. Une période faste s'ouvre pour ce secteur d'activité. Les jeux vidéo vont passionner et intéresser tous les jeunes de la planète, permettant un essor économique exceptionnel. Appelée l'âge d'or des jeux d'arcade, elle s'étendra jusqu'au début des années 1990.
Les jeux d'arcade progressent aussi bien graphiquement qu'au niveau du gameplay. La borne d'arcade elle-même évolue constamment, chaque nouveau système proposant des processeurs et puces de plus en plus puissantes. Parmi les plus célèbres, la lignée des Zilog Z80 joue un grand rôle en étant utilisée sur de nombreux types de bornes.
Dans le même temps, le format JAMMA s'impose. Les fabricants qui participent à cet essor du secteur sont notamment Konami, Capcom, Irem, Sega, Namco, Midway Games, Taito et Atari.
Des systèmes comme le Neo-Geo MVS, CPS-2 ou le Naomi ont marqué l'histoire et sont devenus incontournables.
Il faut préciser que dès l'apparition de la console de jeu, la plupart vont être utilisées comme base de départ pour la construction des systèmes d'arcades, réduisant ainsi les coûts et les temps de création, mais amenant aussi quelques inconvénients.

### Déclin
Les systèmes d'arcade atteignent leur apogée début 1990 ; par la suite, une lente récession va faire sombrer le secteur dans un marasme. Ce secteur va connaître une crise mondiale, due principalement à la généralisation des consoles de salon, ainsi qu'à l'entrée des ordinateurs dans la majorité des foyers. Les premiers jeux en 3D comme Doom, Heretic, Hi-Octane ou Descent, tournant déjà bien avec les premiers processeurs Intel Pentium, ont précipité ce déclin car auparavant les jeux d'arcade n'avaient strictement rien à envier aux jeux PC ou console. Bien au contraire.

Face à ces problèmes, les constructeurs essaient de s'adapter en proposant une « expérience de jeu » plutôt qu'un simple jeu vidéo. les bornes d'arcades en forme de moto, de voiture, équipées de ski ou toute autre chose qui existaient déjà depuis longtemps notamment chez SEGA avec Space Harrier (1985), Outrun (1986), Afterburner (1987), ou le R360 (1990) pouvant procurer à l'utilisateur un sentiment d'interaction et d'impression mais rarement nouveau.

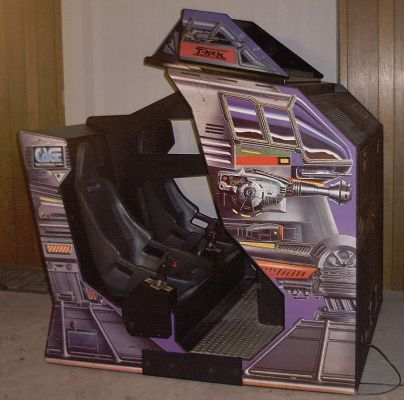
Une borne récente et immersive.

Les meubles évoluent encore et laissent la place à de grosses bornes, représentant souvent un élément du jeu. Un changement notable réside également dans la réduction du prix et de la difficulté du jeu. La plupart des jeux d'arcade des années 1980 disposaient d'une difficulté accrue, donc d'un temps de jeu réduit, le prix était également déjà assez élevé. Pour essayer de contrer la fuite de joueur, les constructeurs rendent les jeux plus faciles et un peu moins chers. Mais le sauvetage n'a pas lieu. L'arcade perd de la vitesse et va s'effondrer. Seuls le Japon et les États-Unis (dans une moindre mesure) gardent une activité réelle.

## Genre
Bien plus qu'une simple classification, le jeu d'arcade est un style, un genre du jeu vidéo. Il est bien caractéristique et unique, accessible plus rapidement que les jeux sur consoles. Les niveaux sont courts, et les mécanismes de jeux sont simples. Réputé de difficulté accrue durant tout l'âge d'or des jeux d'arcade, il a su évoluer pour s'adapter au marché et à la baisse d'intérêt des joueurs.